# Grewia tenax
Grewia tenax là một loài thực vật có hoa trong họ Cẩm quỳ. Loài này được (Forssk.) Fiori mô tả khoa học đầu tiên năm 1911.